# ニカワホウキタケ
ニカワホウキタケ（膠箒茸、学名: Calocera viscosa）は、アカキクラゲ科ニカワホウキタケ属の小型から中型のキノコ。
橙黄色から濃黄色をしており、サンゴまたはホウキタケに似た姿をしておりエドマツやトドマツなどの腐朽材等に秋に発生する。和名の由来は、肉が膠（にかわ）のように半透明で軟骨質であり、姿が枝分かれした箒（ほうき）のように見えることから名付けられた。地方により、カンテン（秋田県）、コリコリ（秋田県）などの地方名でよばれている。

## 生態
夏（梅雨時）から秋にかけて、スギ、ヒノキ、モミ、ツガ、マツ、カラマツなどの針葉樹の林床の朽ち木、切り株、倒木、落ち葉、枯れ枝の上などに単生から散生、あるいは束生する。まれに群生する。

## 形態
子実体は半透明の鮮やかな橙黄色から濃い黄色をして非常に美しく、高さは3 - 10センチメートル (cm) 。鮮やかな黄色はカロテノイド色素に由来する。根元は円筒形からやや平たい円筒形で、通常1本の根元から先端に向かって何本も枝分かれしている。枝先は小さな円筒形で尖っている。肉はしなやかで弾力があるゼラチン質（軟骨質）で折れにくく、ごつごつした手触りで、乾燥すると堅くなる性質がある。全体に弱い粘性がある。
形態的にはホウキタケ類によく似ているが、実際にはキクラゲ類と同じく異型担子菌類の仲間である。胞子紋は、ホウキタケ類では黄土色であるが、本種ニカワホウキタケは白色である。

## 食用・毒性
図鑑によっては「不食」と紹介されているものもあるが、「可食」と紹介するものもある。食べるときは、熱湯で湯がいてから、酢の物、土瓶蒸し、すき焼き、鉄板焼き、バター炒め、すまし汁、けんちん汁などに利用するという。
その一方で、毒成分として5-ヒドロキシトリプトファンというインドールアルカロイドが検出されていることも知られているため注意を要する。インドールアルカロイドは、頭痛、悪寒、めまい、血圧降下、幻覚、精神錯乱などの中枢神経系の中毒を起こすといわれている。